# Жепина
Жепина (на словенски: Žepina) е село в Словения, Савински регион, община Целе. Според Националната статистическа служба на Република Словения през 2015 г. селото има 109 жители.